# قائمة معاهدات الجزائر الدولية
هذه المقالة تتناولة معاهدات واتفاقيات الجزائر الدولية الجماعية مع الهيئات والمنظمات الدولية والثنائية بين  الجزائر ودول أخرى من العالم.

## معاهدات الجزائر الدولية الجماعية
معاهدات واتفاقيات  الجزائر الدولية الجماعية مع الهيئات والمنظمات.
| سنة التوقيع   | المعاهدة                                                                                              | الأطراف (غير الجزائر)        | ملاحظات |
| ------------- | --- | ---------------------------- | --- |
|               | اتفاقية إلغاء العمل الجبري                                                                            |                              | |
|               | اتفاقية أسوأ أشكال عمل الأطفال                                                                        |                              | |
|               | اتفاق باريس للمناخ                                                                                    |                              | المصادقة على الاتفاقية يوم 13 أكتوبر 2016. |
|               | اتفاقية إنشاء المنظمة العالمية للملكية الفكرية                                                        |                              | |
|               | اتفاقية استكهولم بشأن الملوثات العضوية الثابتة                                                        |                              | |
|               | اتفاقية الأمم المتحدة الإطارية بشأن التغير المناخي                                                    | الأمم المتحدة                | |
|               | اتفاقية الأمم المتحدة ضد الاتجار غير المشروع في المخدرات والمؤثرات العقلية                            | الأمم المتحدة                | |
|               | اتفاقية الأمم المتحدة لقانون البحار                                                                   | الأمم المتحدة                | |
|               | اتفاقية الأمم المتحدة لمكافحة التصحر                                                                  | الأمم المتحدة                | |
|               | اتفاقية الأمم المتحدة لمكافحة الجريمة المنظمة                                                         | الأمم المتحدة                | |
|               | اتفاقية الأمم المتحدة لمكافحة الفساد                                                                  | الأمم المتحدة                | |
|               | اتفاقية الإبادة الجماعية                                                                              |                              | |
|               | اتفاقية الإرهاب النووي                                                                                |                              | |
|               | اتفاقية الاعتراف بقرارات التحكيم الأجنبية                                                             |                              | |
|               | اتفاقية التبليغ المبكر عن وقوع حادث نووي                                                              |                              | |
|               | اتفاقية التنوع البيولوجي                                                                              |                              | |
|               | اتفاقية الحد الأدنى للسن 1973                                                                         |                              | |
|               | اتفاقية الحقوق السياسية للمرأة                                                                        |                              | |
|               | اتفاقية الحماية المادية للمواد النووية                                                                |                              | |
|               | اتفاقية الراحة الأسبوعية (الصناعة) 1921                                                               |                              | |
|               | اتفاقية الرق 1926                                                                                     |                              | |
|               | اتفاقية الرهائن                                                                                       |                              | |
|               | اتفاقية الصحة والسلامة المهنية 1981                                                                   |                              | |
|               | اتفاقية العمل الجبري                                                                                  |                              | |
| 22 مايو 1996  | اتفاقية القضاء على جميع أشكال التمييز ضد المرأة                                                       | الأمم المتحدة                | - مصادقة من قبل: الجزائر بتاريخ 22 مايو 1996 - تحفظات على تطبيق هذه الاتفاقية الجزائر: 1- شرط عدم تعارضها مع أحكام قانون الأسرة الجزائري. 2- تحفظت بشأن أحكام الفقرة 2 من المادة 9 التي تتنافى مع أحكام قانون الجنسية الجزائري وقانون الأسرة الجزائري. 3- تحفظت بشأن أحكام المادة 16 المتعلقة بتساوي حقوق الرجل والمرأة في جميع الأمور التي لها صلة بالزواج، أثناء الزواج وعند فسخه على السواء، ويجب أن لا تتعارض مع أحكام قانون الأسرة الجزائري. 4- الجزائر غير ملزمة بالفقرة 1 من المادة 29، التي تنص على أن أي خلاف بين دولتين أو أكثر حول تفسير أو تطبيق الاتفاقية، وأنه لا يمكن عرض أي خلاف من هذا القبيل للتحكيم أو إحالته إلى محكمة العدل الدولية إلا بموافقة جميع أطراف النزاع. |
|               | اتفاقية المؤثرات العقلية                                                                              |                              | |
|               | اتفاقية المساواة في الأجور                                                                            |                              | |
|               | اتفاقية المنظمة العالمية للملكية الفكرية بشأن حق المؤلف                                               |                              | |
|               | اتفاقية الهجمات الإرهابية بالقنابل                                                                    |                              | |
|               | اتفاقية اليونسكو بشأن التدابير الواجب اتخاذها لحظر ومنع استيراد وتصدير ونقل ملكية الممتلكات الثقافية  |                              | |
|               | اتفاقية اليونسكو بشأن حماية التراث الثقافي المغمور بالمياه                                            |                              | |
|               | اتفاقية امتيازات وحصانات الأمم المتحدة                                                                |                              | |
|               | اتفاقية باريس لحماية الملكية الصناعية                                                                 |                              | |
|               | اتفاقية بازل                                                                                          |                              | |
|               | اتفاقية برشلونة                                                                                       |                              | |
|               | اتفاقية برن                                                                                           |                              | |
|               | اتفاقية بشأن التمييز في الاستخدام والمهنة                                                             |                              | |
|               | اتفاقية تفتيش العمل 1947                                                                              |                              | |
|               | اتفاقية تمويل الإرهاب                                                                                 |                              | |
|               | اتفاقية تمييز المتفجرات البلاستيكية                                                                   |                              | |
|               | اتفاقية جنيف الأولى                                                                                   |                              | |
|               | اتفاقية جنيف الثالثة                                                                                  |                              | |
|               | اتفاقية جنيف الثانية                                                                                  |                              | |
|               | اتفاقية جنيف الرابعة                                                                                  |                              | |
|               | اتفاقية حظر استخدام تقنيات التغيير في البيئة لأغراض عسكرية أو لأية أغراض عدائية أخرى                  |                              | |
|               | اتفاقية حفظ أنواع الحيوانات البرية المهاجرة                                                           |                              | |
| 30 مارس 2007  | اتفاقية حقوق الأشخاص ذوي الإعاقة                                                                      | الأمم المتحدة                | - مصادقة من قبل: الجزائر بتاريخ 04 ديسمبر 2009. |
| 26 يناير 1990 | اتفاقية حقوق الطفل                                                                                    | الأمم المتحدة                | - مصادقة من قبل: الجزائر بتاريخ 16 أبريل 1993. |
|               | اتفاقية حماية الدبلوماسيين                                                                            |                              | |
|               | اتفاقية حماية كابلات الاتصالات البحرية                                                                |                              | |
|               | اتفاقية رامسار                                                                                        |                              | |
|               | اتفاقية روما بشأن الأضرار التي تحدثها الطائرات الأجنبية للأطراف الثالثة على سطح الأرض                 |                              | |
|               | اتفاقية روما لحماية فناني الأداء ومنتجي التسجيلات الصوتية وهيئات الإذاعة                              |                              | |
|               | اتفاقية شيكاغو للطيران المدني الدولي                                                                  |                              | |
|               | اتفاقية صون التراث الثقافي غير المادي                                                                 |                              | |
|               | اتفاقية فيينا لحماية طبقة الأوزون                                                                     |                              | |
|               | اتفاقية فيينا للعلاقات الدبلوماسية                                                                    |                              | |
|               | اتفاقية فيينا للعلاقات القنصلية                                                                       |                              | |
|               | اتفاقية قمع الأعمال غير المشروعة الموجهة ضد سلامة الطيران المدني                                      |                              | |
|               | اتفاقية قمع الأعمال غير المشروعة الموجهة ضد سلامة الملاحة البحرية                                     |                              | |
|               | اتفاقية قمع الاستيلاء غير المشروع على الطائرات                                                        |                              | |
|               | اتفاقية كيوتو                                                                                         |                              | |
|               | اتفاقية وارسو                                                                                         |                              | |
|               | اتفاقية ماربول                                                                                        |                              | |
|               | اتفاقية مناهضة التعذيب                                                                                |                              | |
|               | اتفاقية منظمة الصحة العالمية الإطارية بشأن مكافحة التبغ                                               |                              | |
|               | اتفاقية وقاية النباتات الدولية                                                                        |                              | |
|               | الأنظمة الدولية لمنع التصادم في البحار                                                                |                              | |
|               | الاتفاقية الأفريقية الأوراسية للحفاظ على الطيور المائية المهاجرة                                      |                              | |
|               | الاتفاقية التكميلية لإبطال الرق                                                                       |                              | |
|               | الاتفاقية الخاصة بمكافحة التمييز في مجال التعليم                                                      |                              | |
|               | الاتفاقية الخاصة بوضع اللاجئين                                                                        |                              | |
|               | الاتفاقية الدولية بشأن المسؤولية المدنية عن أضرار التلوث النفطي                                       |                              | |
|               | الاتفاقية الدولية لإنشاء صندوق دولي للتعويض عن أضرار التلوث بالنفط                                    |                              | |
|               | الاتفاقية الدولية لخطوط التحميل                                                                       |                              | |
|               | الاتفاقية الدولية لسلامة الحياة في البحر                                                              |                              | |
|               | الاتفاقية الدولية لقمع الاتجار بالنساء والأطفال                                                       |                              | |
|               | الاتفاقية الدولية للقضاء على جميع أشكال التمييز العنصري                                               |                              | |
|               | الاتفاقية الدولية لمعايير التدريب والإجازة والخفارة للملاحين                                          |                              | |
|               | الاتفاقية الدولية لمكافحة المنشطات في مجال الرياضة                                                    |                              | |
|               | الاتفاقية المتعلقة بالجرائم وبعض الأفعال الأخرى المرتكبة على متن الطائرات                             |                              | |
|               | الاتفاقية المتعلقة بوضع الأشخاص عديمي الجنسية                                                         |                              | |
|               | الاتفاقية الوحيدة للمخدرات                                                                            |                              | |
|               | البروتوكول الأول                                                                                      |                              | |
|               | البروتوكول الاختياري بشأن اشتراك الأطفال في النزاعات المسلحة                                          |                              | |
|               | البروتوكول الاختياري بشأن بيع الأطفال وبغاء الأطفال والمواد الإباحية عن الأطفال                       |                              | |
|               | البروتوكول الثاني                                                                                     |                              | |
|               | البروتوكول المتعلق بأوضاع اللاجئين                                                                    |                              | |
|               | البروتوكول المتعلق بقمع الأعمال غير المشروعة الموجهة ضد سلامة المنصات الثابتة القائمة في الجرف القاري |                              | |
|               | العهد الدولي الخاص بالحقوق الاقتصادية والاجتماعية والثقافية                                           |                              | |
|               | العهد الدولي الخاص بالحقوق المدنية والسياسية                                                          |                              | |
|               | المعاهدة الدولية بشأن الموارد الوراثية النباتية للأغذية والزراعة                                      |                              | |
|               | الميثاق الأفريقي لحقوق الإنسان والشعوب                                                                |                              | |
|               | بروتوكول جنيف                                                                                         |                              | |
|               | بروتوكول قرطاجنة بشأن السلامة الأحيائية                                                               |                              | |
|               | بروتوكول مكافحة تهريب المهاجرين عن طريق البر والبحر والجو                                             |                              | مرسوم رئاسي رقم 03-418 في 09 نوفمبر 2003، الجريدة الرسمية عدد 69 مؤرخة في 12 نوفمبر 2003، الصفحة 10، يتضمن التصديق، بتحفظ، على بروتوكول مكافحة تهريب المهاجرين عن طريق البر والبحر والجو، المكمل لاتفاقية الأمم المتحدة لمكافحة الجريمة المنظمة عبر الوطنية، المعتمد من طرف الجمعية العامة للأمم المتحدة يوم 15 نوفمبر سنة 2000. |
|               | بروتوكول منع وقمع ومعاقبة الاتجار بالأشخاص وخاصة النساء والأطفال                                      |                              | |
|               | بروتوكول مونتريال                                                                                     |                              | |
|               | تصنيف نيس الدولي للسلع والخدمات                                                                       |                              | |
|               | معاهدة أوتوا                                                                                          |                              | |
|               | معاهدة التجارة العالمية لأصناف الحيوان والنبات البري المهدد بالانقراض                                 |                              | |
|               | معاهدة الحد من انتشار الأسلحة النووية                                                                 |                              | |
|               | معاهدة الحظر الشامل للتجارب النووية                                                                   |                              | |
|               | معاهدة الدفاع المشترك والتعاون الاقتصادي                                                              |                              | |
|               | معاهدة الفضاء الخارجي                                                                                 | الأمم المتحدة                | |
|               | معاهدة حظر الأسلحة البيولوجية                                                                         | الأمم المتحدة                | |
|               | معاهدة حظر الأسلحة الكيميائية                                                                         | منظمة حظر الأسلحة الكيميائية | |
|               | ميثاق الأمم المتحدة                                                                                   | الأمم المتحدة                | |
|               | ميثاق الأمم المتحدة (فصل تاسع عشر)                                                                    | الأمم المتحدة                | |
|               | ميثاق جامعة الدول العربية                                                                             | جامعة الدول العربية          | |

## معاهدات الجزائر الدولية الثنائية
المعاهدات والإتفاقيات الثنائية بين  الجزائر ودول أخرى من  العالم.
| السنة         | المعاهدة                   | الأطراف (غير الجزائر) | ملاحظات |
| ------------- | -------------------------- | --------------------- | --- |
| 18 مارس 1962  | اتفاقيات إيفيان            | فرنسا                 | - موقعة من قبل: فرنسا و الجزائر- مصادقة من قبل: فرنسا و الجزائر - نَتج عن هذه الاتفاقية الوقف التام لإطلاق النار 19 مارس 1962 (عيد النصر يوم وطني الجزائر) ووضع حد لإستعمار فرنسا للجزائر.                                                              |
| 30 يونيو 1815 | المعاهدة مع الجزائر (1815) | الولايات المتحدة      | بين الولايات المتحدة الأمريكية والساحل البربري لمدينة الجزائر، والذي كان شكليًا خاضعا لحماية الإمبراطورية العثمانية وتهدف هذه المعاهدة من أجل السلام وتمتين الصداقة، وتبادل الإمتيازات البحرية. - مصادقة من قبل: الولايات المتحدة بتاريخ26 ديسمبر 1815. |
| 30 ماي 1837   | معاهدة تافنة               | فرنسا                 | معاهدة جرت قرب وادي تافنة (تلمسان) بين الأمير عبد القادر والجنرال توماس روبير بيجو من الجيش الفرنسي بعد تعرض الأخير لخسائر فادحة بسبب المقاومة الشعبية الجزائرية ضد فرنسا.                                                                             |